# Philomedusa vogtii
Philomedusa vogtii is een zeeanemonensoort uit de familie Haloclavidae. De anemoon komt uit het geslacht Philomedusa. Philomedusa vogtii werd in 1860 voor het eerst wetenschappelijk beschreven door Müller. 